# サッカー北キプロス・トルコ共和国代表
サッカー北キプロス・トルコ共和国代表（サッカーきたキプロス・トルコきょうわこくだいひょう）は、キプロス・トルコサッカー協会 (Cyprus Turkish Football Federation) により編成される北キプロス・トルコ共和国（北キプロス）のサッカーのナショナルチームである。ホームスタジアムはニコシアにあるニコシア・アタテュルク・スタジアム。
北キプロスはトルコ以外から国家承認されていないため、北キプロス代表は国際サッカー連盟（FIFA）及び欧州サッカー連盟（UEFA）に未加盟である。「現時点で独立を達成していない国」のサッカー協会が集うNF-Boardのメンバーである。
2009年現在、FIFIワイルドカップ（2006年ハンブルク大会）およびELFカップ (ELF Cup) （2006年北キプロス大会）のチャンピオンである。

## 歴史
キプロス・トルコサッカー協会（トルコ語: Kıbrıs Türk Futbol Federasyonu、KTFF）は、1955年に結成された（キプロス独立は1960年、南北分断は1974年、北キプロス独立宣言は1983年）。これはキプロスにおけるスポーツ大会からトルコ系キプロス人のクラブが離脱した結果である。他のナショナルチームとの初の国際試合は1962年の対トルコ代表戦であり、5-0 で敗れている。これはFIFAの前事務局長ヘルムート・ケーザー（Helmut Käser）により、公式試合の例外として北キプロスに他のナショナルチームとの試合を許可するという決定が行われたためである。なお、上述の通り、FIFAは現時点で北キプロスの加盟を認めていない。
1980年にイズミルで行われたイスラミックゲームが、北キプロス代表チームとしてはじめて出場したトーナメント戦である。このときのトルコとの試合で 5-0 で敗れたのが、1962年のトルコ戦と並び、現在に至るまで最多失点試合である。この時の他の試合では、 2-0 でサウジアラビアに敗れ、2-1 でマレーシアに勝利し、1-1 でリビアと引き分けている。
1983年に北キプロスが独立を宣言すると、KTFFは1984年に Sport Games Football Federation を開催し、優勝した。
KTFFは、2004年に NF-Board に加盟し、ナショナルチームの活躍の場を広げた。2005年、NF-Board は2006年に開催する予定のVIVAワールドカップのホスト国として北キプロスを選んだ。2005年11月、KTFFはホストとしてKTFF50周年記念カップ (KTFF 50th Anniversary Cup) を開催し、国際大会の運営に自信を深めた。この大会には北キプロス・サーミ・コソボが参加し、北キプロスが優勝した。しかし、2005年の春に北キプロスの新政権発足を契機として、NF-Boardは北キプロスの新政権が大会準備に政治的な介入を行ったと主張、KTFF側は NF-Board から不当な財政的要求を受けたと主張し、対立関係に陥った。この結果、VIVAワールドカップのホストはオクシタニアに移されることとなり、北キプロスはこれに対抗して同日程でELFカップを開催することとなった。
2006年6月、北キプロス代表はFIFIワイルドカップに参加し、ザンジバルを 4-1 で下して初代優勝チームとなった。
2006年11月にはELFカップを開催。NF-Board 加盟メンバーの一部とFIFA加盟国の一部（キルギス、タジキスタン）が参加したこの大会では、トーナメントでクリミアに 5-0、サーミに 6-2、チベットに 10-0 で勝利、決勝でクリミアを3-1で下して優勝した。

## FIFIワイルドカップの成績
| 開催年 | 結果 | 試合 | 勝利 | 引分 | 敗戦 | 得点 | 失点 |
| ------ | ---- | ---- | ---- | ---- | ---- | ---- | ---- |
| 2006   | 優勝 | 4    | 3    | 1    | 0    | 6    | 1    |
| 合計   | 1/1  | 4    | 3    | 1    | 0    | 6    | 1    |

## ELFカップの成績
| 開催年 | 結果 | 試合 | 勝利 | 引分 | 敗戦 | 得点 | 失点 |
| ------ | ---- | ---- | ---- | ---- | ---- | ---- | ---- |
| 2006   | 優勝 | 5    | 5    | 0    | 0    | 28   | 2    |
| 合計   | 1/1  | 5    | 5    | 0    | 0    | 28   | 2    |